# 江肜
江彤（1420年—？），字而莊，江西吉安府吉水縣人，民籍，明朝政治人物。進士出身。

## 生平
江西鄉試第十六名。景泰二年（1451年）辛未科會試第一百三十三名，殿試登進士第二甲第二十四名。

## 家族
曾祖江思謙。祖父江仲瑜。父亲江奎，曾任前行人司行人。